# Livengood
Livengood – jednostka osadnicza w Stanach Zjednoczonych, w stanie Alaska, w okręgu Yukon–Koyukuk.